# Списак угарских владара
Ово је списак угарских владара од Арпадовића до 1918.
За списак после 1918. види Мађарски шефови државе.

## Успон државе (896—1000) иУгарска краљевина(1000—1918)
| Династија | Владар                                   | Портрет                                | Раздобље | Напомене |
| --- | ---------------------------------------- | -------------------------------------- | --- | --- |
| Арпади | Алмош                                    |                                        | око 954. – око 995. | Алмош је био први историјски забележени вођа велики везир Мађара, отац Арпада. Он је ојачао врховну власт над свим од седам тада постојећих мађарских племена. |
| Арпади | Арпад                                    |                                        | око 895. – око 907. | Арпад је довео Мађаре у средњу Европу; владао је заједно са Курсаном (Kurszán). То је било због хазарског начина деобе власти, стварне ђула (Gyula) чији је носилац био Арпад и духовне кенде (kende) чији је носилац био Курсан. |
| Арпади | види напомене                            |                                        | око 907. – око 955. | У овом раздобљу мађарски народ је био подељен на више племена, које су водиле различите вође. Најчешће је најјаче племе владало осталим племенима или су у другим случајевима користили савет племенских владара. Мада је већ тада увелико постојала наследна лоза Арпадових потомака. Владар за кога се зна да је владао око 950. године је био Фајс (Fajsz). Остали из тог периода који су следили и смењивали, са датумима оријентационе природе, један другог су: - Саболч (око 907. – ?, без лозе) - Тархош (око 907. – после 922., Арпади) - Золтан (907. – око 947, Арпадов син) - Фајс,(948—955) |
| Арпади | Такшоњ                                   |                                        | 955—972 | син Золтана |
| Арпади | Геза                                     |                                        | 972—997 | Син Такшоња; - 973 — тражи хришћанске мисионаре од цара Светог римског царства Отона I; - прима хришћанску веру од бенедиктинских мисионара; - оснивање прве бискупије у Угарској у Веспрему; |
| Арпади | Свети Стефан (Szent István)              |                                        | 997—1038 | Гезин син, последњи велики везир Мађара (997—1000) и први краљ Угарске (1000—1038) - првобитно познат под именом Вајк, на крштењу добио име Стефан (мађ. Иштван) - на почетку владавине сломио отпор паганске аристократије; - помагао христијанизацију Угарске и основао десет бискупија међу којима је прво место по рангу имала Острогонска надбискупија; - 1000 — крунисан за краља круном коју је послао папа Силвестар II; - присајединио Угарској Банат, Ердељ и Славонију (?); - поделио државу на жупаније (мађ. вармеђе); - донео прве писане законе у Угарској; - сукобио се са царем Конрадом II око крајева између Фише и Лајте; - пошто су синови поумирали, одредио за наследника сестрића Петра Орсеола - проглашен за свеца римокатоличке цркве 1083, за свеца православне цркве 2000. године ; |
| Борбе између династија 1038—1046 |                                          |                                        | | |
| Орсеоло | Петар I (Orseolo Péter)                  |                                        | 1038—1041. | Стефанов сестрић, син млетачког дужда Отона Орсеола; - 1041 — протеран из Угарске |
| Аба | Самуило                                  |                                        | 1041—1044 | Стефанов сестрић; - 1044 — Петар Орсеоло протерује Самуила уз помоћ цара Светог римског царства Хајнриха III; |
| Орсеоло | Петар I (Orseolo Péter)                  |                                        | друга владавина: 1044—1046, | - протеран током Ватиног устанка; |
| Устанак Вата 1046—1047. | Устанак Вата 1046—1047.                  | Устанак Вата 1046—1047.                | Повратак протераних представника династије Арпада из Пољске и Русије | |
| Арпадовићи | Андреј I (András / Endre)                |                                        | 1047—1061 | Вазулов син, - страдао у сукобу са братом Белом покушавајући да престо обезбеди својим синовима Саломону и Давиду . |
| Арпадовићи | Бела I (Béla)                            |                                        | 1061—1063 | Вазулов други син - угушио побуну Ватиног сина Јануша, последњу побуну пагана против христијанизације Угарске; - умро, наводно, после хиљаду дана владавине . |
| Арпади | Саломон (Salamon)                        |                                        | 1063—1074 | син Андреја I - на престо дошао уз немачку подршку; - морао је издржи борбу са браћом од стрица Гезом и Ладиславом, синовима Беле I, који су уживали византијску помоћ; - 1068 — Битка код Керлеша: угарска победа над Печенезима и Куманима; - 1074 — Битка код Мођорода: Геза и Ладислав победили Саломона који бежи у Аустрију; - од 1075. до 1081. је владао западном Угарском из Пожуна; - 1081 — одрекао се круне у корист Ладислава I; - 1083 — напушта Угарску и одлази у прогонство. |
| Арпади | Геза I                                   |                                        | 1074—1077 | син Беле I - византијски цар Михаило VII Дука (1071—1078) му послао краљевску круну, основу тзв. круне светог Стефана; |
| Арпади | Ладислав I Свети (László)                |                                        | 1077—1095 | син Беле I - 1068 — истакао се у бици код Керлеша; - доба унутрашње консолидације Угарске; - почетак освајања Хрватске; - 1091 — оснива Загребачку катедралу и посвећује је Светом Стефану; - у средњем веку идеал витештва у Угарској - као светац заштитник хришћанске Угарске, заштитник женске части, секељских граничара и Мађара у дијаспори; |
| Арпади | Коломан (Kálmán)                         | 1095—1116                              | син Гезе I; - првобитно школован за бискупа те је због учености био познат под надимком Књижар; - 1097 — Битка на Гвозду: погибија последњег хрватског народног краља Петра Свачића; Коломан у Биограду крунисан за краља Хрватске; - 1102 — присаједињење Хрватске после Коломановог споразума са хрватским племством; - 1108 — освајање Далмације; - почетак угарско-млетачког супарништва око Далмације; - стални сукоби краља и његовог брата Алмоша који је на крају ослепљен са малолетним сином Белом. | |
| Арпади | Стефан II                                | 1116—1131                              | син краља Коломана; - 1116—1123. - рат са Чешком - 1127—1129. - рат са Византијом око Београда и јужне границе Угарске - одредио за наследника сестрића Шаула; | |
| Арпади | Бела II Слепи                            | 1131—1141                              | син Алмоша и синовац Стефана II; - ожењен Јеленом, ћерком рашког великог жупана Уроша I; - 1131 - Сабор у Араду: краљица Јелена наређује погубљење шездесет осам учесника у ослепљивању Беле II; - 1132 - Битка на реци Шајо: одбијен упад претендента на престо Бориса, непризнатог сина краља Коломана; - заузео Раму која од тада улази у краљевску титулу угарских владара; | |
| Арпади | Геза II                                  | 1141—1162                              | син Беле II; - током његовог малолетства државом је управљала краљица-мајка Јелена и њен брат Белош; - сукоби са Византијом око Срема (1150—1155) током којих Геза војно помаже свог ујака Уроша II; | |
| Арпади | Стефан III                               | 1162—1172                              | син Гезе II; - 1152 — отац га именовао за савладара; - његов долазак на престо није признао византијски цар Манојло I Комнин који је подржао као претенденте Стефанове стричеве Ладислава II и Стефана IV; - 1167 — предао Византији брата Белу као таоца и тзв. Белину баштину (Мачва, Хрватска, Далмација); | |
| Арпади | Ладислав II.                             | 1162—1163                              | син Беле II; - византијски штићеник и противкраљ; - наводно отрован по налогу острогонског надбискупа; | |
| Арпади | Стефан IV                                | 1163—1165.                             | син Беле II; - византијски штићеник и противкраљ; - 1163 — одлучно поражен код Стоног Београда; - убијен у земунској тврђави од стране сопствених присталица; | |
| Арпади | Бела III                                 | 1172—1196                              | син Гезе II; - образован у Цариграду; - до 1180. лојални савезник цара Манојла I Комнина; - 1180—1185: рат са Византијом током кога је помагао Стефана Немању и поново заузео Далмацију, Босну, Мачву, Београд и Браничево; - доба унутрашње консолидације Угарске и снажења власти монарха; | |
| Арпади | Емерих (Imre)                            | 1196—1204                              | син Беле III; - 1197—1203. - тешки сукоби са братом Андријом; - 1201 — војно помаже Вукана Немањића да привремено свргне великог жупана Стефана; После тога додаје Србију угарској краљевској титули; - 1202 — крсташи за рачун Млечана заузимају угарски Задар; | |
| Арпади | Ладислав III                             | 1204—1205                              | син Емериха и Констанце Арагонске; - 1204 — наследио престо као четворогодиши дечак; - 1205 — умро у прогонству у Бечу; | |
| Арпади | Андреј II (András)                       | 1205—1235                              | син Беле III; - додао својој владарској титули раније освојене руске крајеве, Галицију и Волинију; - 1217—1218. - један од предводника Петог крсташког рата; - 1222 — Златном булом. одриче се бројних краљевских права у корист крупног племства. | |
| Арпади | Бела IV                                  | 1235.–1270                             | син Андреја II; - као принц ердељски кнез; - освојио Олтенију и 1233. је уврстио као Куманију у краљевску титулу; - Угарска претрпела навалу Монгола 1241. године; - остатак владавине краљ је подстицао подизање утврђених насеља; - населио Кумане између Пеште и Суботице; - од 1261. у повременим сукобима са сином Стефаном V коме је морао да препусти источну и јужну Угарску; - 1267/1268. - поразио и заробио српског краља Стефана Уроша I током борби око Мачванске бановине; | |
| Арпади | Стефан V                                 | 1270–1272.                             | син Беле IV; - од 1245. године млади краљ ; - од 1261. године владар источне и јужне Угарске; - 1266 — освојио Видин и додао Бугарску угарској краљевској титули; - 1272 — умро током рата са славонским баном Јоакимом који је отео престолонаследника Ладислава IV; | |
| Арпади | Ладислав IV Куманац                      | 1272.–1290                             | син Стефана V и Јелисавете, ћерке куманског поглавара Сајана; - током малолетства Ладислава IV државом управљала његова мајка Јелисавета; - доба феудалне анархије у Угарској; - 1280/1281. - битка код Ходског језера: поразио побуњене Кумане који затим напуштају Угарску; | |
| Арпади | Андреј III Млечанин                      | 1290–1301.                             | унук Андреја II и последњи владар из династије Арпада; - неуспели покушаји обнове краљевске власти; | |
| Почетак владавине немађарских династија |                                          |                                        | | |
| Пшемисловићи | Ладислав V Пшемисл (Václav III. Přemysl) | 1301—1305                              | Вацлав, чешки престолонаследник, чукунунук Беле IV; - 1301 — крунисан као Ладислав V. - 1305 — одрекао се угарске круне у корист свог рођака баварског војводе Отона III. | |
| Вителсбах | Бела V (Wittelsbach Ottó, Béla V)        | 1305—1307                              | Отон III, баварски војвода 1290.–1312, унук Беле IV; - 1305. - крунисан као Бела V. - 1307 — заробио га и протерао ердељски војвода; | |
| Анжујци | Карло I Роберт (Károly Róbert)           | 1301—1342                              | унук напуљског краља Карла II по оцу, праунук Стефана V; - родоначелник угарских Анжујаца; - 1301 — крунисан у Острогону уз подршку папства и католичке цркве у Угарској; - 1301—1310. - борба са другим претендентима на престо; - 1310—1322. - борба против осамостаљених великаша и снажење краљевске власти; - 1330 — Битка код Посаде: угарски краљ тешко поражен у покушају да вазалну послушност наметне влашком војводи Басарабу I; - 1335. и 1342. - походи против српског краља Стефана Душана са променљивим успехом; | |
| Анжујци | Лајош I Велики (Nagy Lajos)              | 1342—1382                              | син Карла I Роберта; краљ Пољске (1370—1382); - 1344. Влашки војвода Влајко се привремено прихвата вазалне обавезе према угарском краљу; - 1345 — убиство Лајошевог млађег брата Андрије, мужа напуљске краљице Јоване; - 1346 — Млечани заузимају угарски Задар; почетак борби са Млетачком републиком; - 1347—1348. - заузима Напуљску краљевину како би осветио братовљеву смрт и проглашава се за напуљског краља; - 1350 — Други Лајошев поход на Напуљ; - 1358 — Задарски мир: Венеција се у корист Угарске одриче источне обале Јадранског мора; Дубровачка република признаје врховну власт угарског краља; - 1366 — помаже босанског бана Твртка I Котроманића у борби са братом Вуком; - 1367. оснивање универзитета у Печују; - 1369 — после краће окупације (1365—1369), враћа Видин цару Ивану Страцимиру који од тада влада као угарски вазал; - 1370 — наслеђује свог ујака Казимира III и постаје краљ Пољске; Угарска и Пољска у персоналној унији (1370—1382); Молдавски војвода Богдан признаје врховну власт угарског краља; - 1373 — шаље војну помоћ бану Тврку I и кнезу Лазару против Николе Алтомановића који је угрожавао Дубровник, угарског вазала; - 1377 — после неколико неуспешних похода наноси пораз паганским Литванцима и осваја Галицију и Подолију; - 1380 — папа му нуди Напуљску краљевину коју Лајош препушта Карлу Драчком; - 1381 — Торински мир: потврђена превласт Угарске на Јадрану и одредбе Задарског мира; - Средњовековна Угарска на врхунцу моћи; | |
| Анжујци | Марија                                   | 1382—1385                              | ћерка Лајоша I Великог и Јелисавете, ћерке босанског бана Стефана II Котроманића; - 1372. верена са Жигмундом, сином цара Светог римског царства Карла IV Луксембуршког; - 1382 — крунисана, по очевој опоруци, за краља Угарске. - 1384 — Јадвига, Маријина млађа сестра, крунисана за краљицу Пољске; формални распад угарско-пољске персоналне уније; - 1385 — свадба Жигмунда и Марије у Будиму, после које младожења одлази у Чешку да тражи војну помоћ од брата, чешког краља Вацлава IV - један део племства круну нуди напуљском краљу Карлу III; по Карловом доласку у Угарску Марија се званично одриче круне;; | |
| Анжујци | Карло II Драчки                          | 1385—1386                              | Карло III Драчки, напуљски краљ (1382—1386), праунук Стефана V; - 1385 — стигао у Угарску и крунисан за краља 31. децембра као Карло II; - 1386 — умро од последица атентата који је организовала краљица-мајка Јелисавета; | |
| Анжујци | Марија                                   | друга владавина: 1386—1395             | - 1386 — заробљена са мајком код Горјана од присталица напуљских Анжујаца; - 1387 — Јелисавета убијена у Новиграду у Далмацији; присталице напуљаца напуштају Угарску; Марија се придружује Жигмунду; - 1387—1395. - заједничка владавина Жигмунда и Марије; - 1395 — Марија умире после несрећног пада са коња; | |
| Луксембурзи | Жигмунд Луксембуршки                     | 1387—1437                              | супруг краљице Марије; син цара Светог римског царства Карла IV Луксембуршког; био је и цар Светог римског царства и краљ Чешке - 1372 — верен са Маријом, ћерком краља Лајоша I Великог; - 1385 — свадба Жигмунда и Марије у Будиму, после које младожења одлази у Чешку да тражи војну помоћ од брата, чешког краља Вацлава IV - 1387 — крунисан за угарског краља уз помоћ присталица заточене Марије; - 1390 — први упад Турака Османлија у Угарску; - 1394 — Жигмунд намеће вазалну покорност краљу Срба и Босне Стефану Дабиши; - 1395 — Битка на Ровинама: Жигмундов вазал влашки војвода Мирча Старији наноси пораз османском султану Бајазиту I; - 1396 — Битка код Никопоља: Бајазит I односи убедљиву победу над Жигмундом и западним крсташима и покорава Видинску Бугарску; - 1397 — Сабор у Темишвару: Жигмунд кажњава неверне великаше и укида одредбе Златне буле из 1222. које племству дозвољавају оружан отпор краљу. - 1401 — краљ у заточеништву великаша (28. април - 29. октобар) - 1402 — Жигмунд закључује споразум о узајамном наслеђивању са аустријским војводом Албертом IV Хабзбуршким. - 1403 — Ладислав Напуљски, син Карла II Драчког, крунисан у Задру за краља Угарске; Жигмунд побеђује присталице напуљских Анжујаца; - 1404 — Српски деспот Стефан Лазаревић постаје угарски вазал; - 1405 — Угри продиру у Босну, свргавају краља Стефана Остоју и на његово место доводе Стефана Твртка II; - 1408 — Жигмунд лично долази у Босну и враћа Стефана Остоју на престо; - 1409 — Ладислав Напуљски продаје Венецији своја права на Далмацију; Млечани освајају Далмацију од Угарске; - 1411 — Жигмунд постаје краљ Немачке; - 1414—1418. - Сабор у Констанци: Жигмунд сазива сабор да би се залечила Западна шизма; - 1415 — Сабор у Констанци осуђује на смрт због јереси чешког реформатора Јана Хуса; - 1419 — постаје краљ Чешке после смрти брата Вацлава IV; - 1419—1434. - Жигмундови ратови са чешким хуситима (Хуситски ратови); - 1426 — Споразум у Тати: угарски краљ одобрава да деспота Стефана Лазаревића наследи његов сестрић Ђурађ Бранковић; - 1433 — Жигмунд крунисан за цара Светог римског царства; - 1434—1436. - Жигмундов последњи боравак у Угарској; | |
| Хабзбурзи | Алберт                                   | 1437—1439                              | Алберт V, надвојвода Аустрије и краљ Немачке (као Алберт II); муж Јелисавете, ћерке краља Жигмунда Луксембуршког. | |
| Међувлада | Међувлада                                | Међувлада                              | Борба за власт између Владислава I и Ладислава V | |
| Хабзбурзи | Ладислав V Посмрче                       | 1440—1457                              | син краља Алберта и Јелисавете, ћерке краља Жигмунда; аустријски војвода (1440—1457) и краљ Чешке (1440—1457). - 1440 — рођен неколико месеци од очеве смрти због чега добија надимак Посмрче; - крунисан круном св. Стефана; - део племства бира за краља пољског краља Владислава III тако да краљица са сином и круном одлази у Беч под заштиту Фридриха III Хабзбуршког; - 1442—1452. - живи у Бечу под старатељством Фридриха III; - 1444 — после погибије Владислава I код Варне племство прихвата Ладислава V за краља; Фридрих III захтева да угарска круна постане наследна у породици Хабзбурха што угарски Државни сабор одбија; - 1446—1453. - племство бира за регента у Ладиславовом одсуству Јаноша Хуњадија; - 1448 — Друга битка на Косову пољу: Мурат II тешко поразио Хуњадија; - 1452 — Ладислав V се враћа у Угарску, улогу његовог старатеља преузима гроф Улрих II Цељски; - 1456 — Опсада Београда: Јанош Хуњади одбија опсаду коју је започео османски султан Мехмед II Освајач; - 11. август: Јанош Хуњади умире у Земуну од куге; - Ладислав Хуњади, старији Јаношев син, одбија да преда Београд краљу Ладиславу и убија грофа Улриха Цељског; - Ладислав V у Будиму осуђује на смрт Ладислава Хуњадија и затвара његовог брата Матију; почетак сукоба краља и присталица Хуњадијевих; - 1457 — умире у Прагу без наследника; | |
| Јагелонци | Владислав I                              | 1440–1444.                             | Владислав III Јагелонац, краљ Пољске (1434—1444); - 1440 — позван у Угарску да преузме трон пре рођења Ладислава V Посмчета; - Опсада Београда: прва османска опсада угарског Београда; неуспех и повлачење Мурата II; - Владислав крунисан за угарског краља као Владислав I; - 1440—1442. - сукоби присталица Владислава I и Ладислава V; краљица Елизабета води сина у Беч под заштиту Фридриха III Хабзбуршког; - 1443 — Дуга војна: Владислав I у друштву Јаноша Хуњадија и деспота Ђурђа Бранковића продире на турску територију све до Софије, али се затим повлачи услед наступајуће зиме; - 1444 — Сабор у Сегедину: Владислав I одбацује мир са Османлијама унапред; - Мир у Великом Варадину: Мурат II одобрава обнову Српске деспотовине; - Битка код Варне: Владислав I тешко поражен и убијен у сукобу са Муратом II; - Угарски државни сабор прихвата за краља малолетног Ладислава V Посмрчета; | |
| Хуњади | Матија I Корвин (Igazságos Mátyás)       | 1458—1490                              | син Јаноша Хуњадија, регента Угарске (1446—1453); - 1459 — Битка код Шимонторње: победа над великашима који су на угарски престо хтели да доведу цара Светог римског царства Фридриха III Хабзбуршког. - Пад Српске деспотовине под отоманску власт; - 1463 — Споразум у Бечком Новом Месту између Матије I и Фридриха III; Споразум о узајамном наслеђивању у случају недостатка мушког наследника; Матија откупљује круну св. Стефана од цара; - Пад краљевине Босне под отоманску власт; - 1465 — покорава чешког великаша Швехлу који је владао северозападном Угарском; - 1467 — оснивање универзитета у Пожуну; - 1468 — креће у крсташки поход против хуситског чешког краља Јиржија Подјебрадског; - 1469 — у Оломуцу се крунисао за краља Чешке; Подјебрадски именује за свог наследника пољског принца Владислава Јагелонца; - 1471—1478. - рат са Јагелонцима који претендују и на угарски престо; завршен без територијалних измена; - 1474. и 1477. - угарски одреди пустоше територије Фридриха III, али угарски краљ не успева да натера цара на ревизију споразума у Бечком Новом Месту; - 1476 — осваја турски Шабац; - од 1480. почиње редовно да се уплиће у прилике на Апенинском полуострву као зет напуљског краља Фердинанда I; - 1482—1487. - обнова непријатељстава са Фридрихом III; - 1483 — после неколико година ратовања склапа примирје са султаном Бајазитом II; - 1485 — заузима Беч и Опаву; - 1488 — Анкона привремено прихвата угарску врховну власт; - 1490 — умире у Бечу од мождане капи; - за наследника одредио ванбрачног сина Иваниша; | |
| Јагелонци | Владислав II Јагелонац                   | 1490–1516.                             | Владислав II Јагелонац Млађи, краљ Чешке (1471—1516), син пољског краља Казимира IV и синовац краља Угарске и Пољске Владислава I. - тајно се оженио Матијином удовицом Беатрисом Арагонском. - приликом ступања на престо обећава да ће укинути краљевску стајаћу војску (Црна армада) и убирање сталног пореза. - Максимилијан Хабзбуршки, син цара Фридриха III, без борбе заузима Беч и аустријске територије које је претходно освојио Матија Корвин. - 1492 — мир са Максмилијаном Хабзбуршким и потврда уговора о међусобном наслеђивању. - 1493 — Битка на Крбавском пољу: хрватски бан Емерих Деренчењи гине у сукобу са Османлијама. - 1495 — примирје између Угарске и Османлија. - 1500 — Папа Александар VI одобрава развод Владислава II и Беатрисе Арагонске; - 1505 — Сабор на Ракошком пољу: Племство забрањује избор странца за краља после смрти Владислава II; - 1516 — Припреме за крсташки рат против Турака се претварају у сељачки устанак под вођством Ђерђа Доже; | |
| Јагелонци | Лајош II Јагелонац                       | 1516—1526                              | Био је и краљ Чешке; - краљ Угарске и Чешке; - син Владислава II и француске грофице Ане Кандал од Фоа. - 1515 — ожењен Маријом, унуком цара Светог римског царства Максимилијана I Хабзбуршког. - 1516 — наследио престо као десетогодишњи дечак због чега је основано намесништво од 28 чланова међу којима је најутицајнији био ердељски војвода Јован Запоља. - 1521 — Османлије освајају Београд, Шабац и градове Срема. - 1526 — Мохачка битка: тешки пораз у борби са Османлијама и смрт Лајоша II; | |
| Фердинанд Хабзбуршки и Јанош Запоља су били истовремено владари различитих делова Угарске                                                                             |                                          |                                        | | |
| Хабзбург | Фердинанд I. (Ferdinánd)                 | 1526—1564                              | шурак Лајоша II.; био је и цар Светог римског царства. | |
| Запоље | Јован I Запоља (Zápolya János)           | 1526.–1540                             | Вођа мађарских племића, који су се залагали за домаћег владара (краља). Признат за краља од стране мађарског племства и Сулејмана I Величанственог.(Szapolyai.) | |
| Запоље | Јован II Жигмунд Запоља (János Zsigmond) | 1540—1571.                             | Син Јована I Запоље. Краљ Мађарске и кнез Трансилваније (Ердељ) по одобрењу османског султана. | |
| Угарска - подељена на три дела: хабзбуршки део који је обухватао северни и западни део државе, османски у средини, и полувазалну Трансилванију на истоку, после 1562. |                                          |                                        | | |
| Хабзбузи | Максимилијан II                          | 1563—1576                              | | |
| Хабзбурзи | Рудолф II                                | 1572—1608                              | | |
| Хабзбурзи | Матија II                                | 1608—1619                              | | |
| Хабзбурзи | Фердинанд II                             | 1618—1637                              | | |
| Хабзбурзи | Фердинанд III                            | 1625—1657                              | | |
| Хабзбурзи | Фердинанд IV                             | 1647—1654                              | | |
| Хабзбурзи | Леополд I                                | 1655—1705                              | | |
| Покрет за ослобађање Мађара од Турака. Хабзбурзи насељавају Србе (1690) и Немце (1682—1699) у Јужну Угарску.                                                          |                                          |                                        | | |
| Хабзбурзи | Јозеф I (József)                         | 1687—1711                              | | |
| Хабзбурзи | Карло III                                | 1711—1740                              | | |
| Велике сеобе Немаца у Угарску (1720—1800) |                                          |                                        | | |
| Хабзбурзи | Марија Терезија (Mária Terézia)          | 1740—1780                              | | |
| Хабзбурзи | Јозеф II (II. József)                    | 1780—1790                              | | |
| Хабзбурзи | Леополд II (II. Lipót)                   | 1790—1792.                             | | |
| Хабзбурзи | Франц (Ferenc)                           | 1792—1835                              | | |
| Хабзбурзи | Фердинанд V (V. Ferdinánd)               | 1835—1848                              | | |
| Хабзбурзи | Франц Јозеф I (Ferenc József)            | 2. децембар 1848 — 21. новембар 1916.  | | |
| Хабзбурзи | Карло IV (IV. Károly)                    | 21. новембар 1916 — 13. новембар 1918. | | |